# Omar del Carlo
Omar del Carlo, auch Omar Del Carlo (* 1918; † 19. Juni 1975 in New York City), war ein argentinischer Dramatiker.
Del Carlo war in den 1950er und 1960er Jahren einer der bedeutenden Dramatiker Argentiniens. 1948 erschien Electra al amanecer. Sein Drama Proserpina y el extranjero wurde die Vorlage für Juan José Castros gleichnamige Oper aus dem Jahr 1951. Es folgten Werke wie Jardín de ceniza und Donde la muerte clava sus banderas. Letzteres Stück wurde 1959 an der Comedia Nacional in der Regie von Orestes Caviglia mit Alberto Candeau und María Luisa Robledo in den Hauptrollen uraufgeführt. Später übersiedelte del Carlo in die USA, wo er 1975 starb.